# Glypta collina
Glypta collina là một loài tò vò trong họ Ichneumonidae.